# ألبرت لي ستيفنز سينيور
ألبرت لي ستيفنز سينيور (بالإنجليزية: Albert Lee Stephens, Sr.) هو محامي وقاضي أمريكي، ولد في 25 يناير 1874 في State Line City, Indiana ‏ في الولايات المتحدة، وتوفي في 15 يناير 1965.